# Tishomingo (Oklahoma)
Tishomingo és una ciutat dels Estats Units a l'estat d'Oklahoma. Segons el cens del 2000 tenia 3.162 habitants.

## Demografia
Segons el cens del 2000, Tishomingo tenia 3.162 habitants, 1.218 habitatges, i 768 famílies. La densitat de població era de 259,2 habitants per km².
Dels 1.218 habitatges en un 30,8% hi vivien nens de menys de 18 anys, en un 43,8% hi vivien parelles casades, en un 15% dones solteres, i en un 36,9% no eren unitats familiars. En el 32,3% dels habitatges hi vivien persones soles el 16,3% de les quals corresponia a persones de 65 anys o més que vivien soles. El nombre mitjà de persones vivint en cada habitatge era de 2,39 i el nombre mitjà de persones que vivien en cada família era de 3,02.
Per edats la població es repartia de la següent manera: un 24,8% tenia menys de 18 anys, un 14,2% entre 18 i 24, un 22,9% entre 25 i 44, un 19,8% de 45 a 60 i un 18,3% 65 anys o més.
L'edat mediana era de 36 anys. Per cada 100 dones de 18 o més anys hi havia 85,8 homes.
La renda mediana per habitatge era de 20.938 $ i la renda mediana per família de 28.462 $. Els homes tenien una renda mediana de 25.655 $ mentre que les dones 16.957 $. La renda per capita de la població era de 14.429 $. Entorn del 21,8% de les famílies i el 27,1% de la població estaven per davall del llindar de pobresa.

## Poblacions més properes
El següent diagrama mostra les poblacions més properes.